# Cerastium pumilum
Cerastium pumilum là loài thực vật có hoa thuộc họ Cẩm chướng. Loài này được Curtis mô tả khoa học đầu tiên năm 1794.